# Garnnahrung
Die Garnnahrung war ein von 1527 bis 1810 bestehendes landesherrliches Monopol sowie ein Kartell für die Verarbeitung von Garn im Raum des heutigen Wuppertals.
Ursprünglich bezeichnete der Ausdruck den Lebensunterhalt („Nahrung“) aus der Verarbeitung und Veredlung von Leinengarn.

## Garnnahrungsprivileg

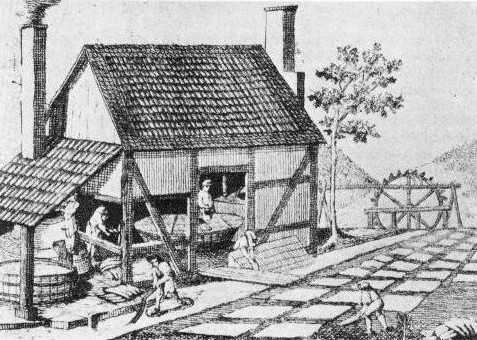
Zeichnung Bleicherei in Schwelm

Am 29. April 1527 verliehen Herzog Johann III. und Herzogin Maria von Jülich, Kleve und Berg den Barmern und Elberfeldern das Privileg der „Garnnahrung“, das heißt das Monopol zu bleichen und zu zwirnen, laut dem „nirgend in herzoglichen Landen gebleicht und gezwirnt werden“ durfte als in Barmen und Elberfeld. Hierbei entstand die Garnnahrung als obrigkeitliche Einrichtung (also weder Zunft noch Gilde), mit der dieses Privileg kontrolliert und verwaltet wurde. Festgesetzt wurden dadurch die jährlichen Höchstmengen an Bleichgarn für Bleicher und Kaufleute sowie die Frist, in der gebleicht werden durfte. Die Vorschriften der Garnnahrung bestimmten, dass zur Überwachung der Vorschriften jährlich vier Garnmeister und vier Beigekorene, je zur Hälfte aus Barmen und Elberfeld, gewählt wurden, weiter auch, dass jeder nur „mit seinem eigenen properen Gelde [arbeiten dürfe, damit] das guth aufrichtig weiß, ehrlich und wohlgemacht und gebleicht werde und daß der kaufmann unbetrogen bleibe“. Gegen Rückerstattung der für das Privileg bezahlten 861 Goldgulden konnte der Landesherr das Privileg mit einer halbjährigen Frist kündigen.
Das Privileg gilt als die entscheidende Urkunde für die Entwicklung des Textilgewerbes in Barmen und Elberfeld, denn das Monopol zum Bleichen für die herzoglichen Lande sicherte den Wuppertaler Bleichern den Lebensunterhalt, schützte sie vor Überproduktion und garantierte die gleichbleibende Qualität des Gewerbes. Dies wurde durch die Einrichtung der Garnmeister und ihrer Beigekorenen als Stellvertreter erreicht, die zusammen mit den landesherrlichen Beamten die Einhaltung der Vorschriften überwachten.
Die Garnmeister wurden vereidigt, wobei sie sich mit diesem Eid verpflichteten, „und derselben Beigekorenen […] das Privilegium der Garnnahrung […] zu helffen vermehren, stercken und verteidigen [und wo sie] den gemeinen nutz konnte(n) rathen und befordern helffen, nit seumig oder nachlessig (zu) sein.“  Sie versprechen, alle Verstöße gegen das Privileg den Amtleuten mitzuteilen, bei Streitigkeiten die Parteien anzuhören, ihr Urteil nach bestem Verstandt und gefuelen unbeeinflusst zu sprechen und sich untereinander zu unterrichten. Die Garnmeister und Beigekorenen schworen diesen Eid den beiden Amtleuten von Elberfeld und Beyenburg, da Barmen letzterem Amt angehörte.
Die Garnmeister konnten neue Bleicher in die Rechte des Privilegs aufnehmen, konnten wenn nötig die Produktion gleichmäßig herabsetzen, untersuchten und schlichteten Streitigkeiten und Beschwerden und nahmen die wirtschaftlichen Interessen der Barmer und Elberfelder gegenüber der Obrigkeit wahr. So wurde die Garnnahrung zu einem ersten Verbund der wirtschaftlichen Selbstverwaltung, der erst im 18. Jahrhundert zu einer kaufmännischen Vereinigung wurde. Das Vordringen der Baumwolle machte das Leinenmonopol gegenstandslos. Wie andere Zünfte und Privilegien im Großherzogtum Berg wurde die Garnnahrung 1810 durch ein napoleonisches Dekret aufgehoben.

## Garnmengen Elberfeld und Barmen 1606
Zur Kontrolle der im „Garnnahrungsprivileg“ festgelegten Höchstmengen besuchten die Garnmeister jedes Jahr während der Bleichperiode die Bleichen und notierten die Garnmengen. 1606 lagen auf 33 Elberfelder und 77 Barmer Bleichen rund 5000 Zentner.
Ein „Zettel des umggancks uff den Blechern“ von 1606 enthält zuerst für Elberfeld, dann für Barmen eine Auflistung der Garnmengen in Zentner und Pfund, die jeder Bleicher an eigenem und fremdem Garn auf der Bleiche liegen hat. Die Eigentümer des Garns wurden genannt, auch die Unterscheidung von feinem und grobem Garn, teilweise sind auch einzelne Garnsorten aufgeführt.
Die Kaufleute besaßen bei weitem mehr Garn als die Bleicher und wohnten meist in Elberfeld. Hier zeichnet sich schon die spätere Entwicklung Elberfelds zur Handelsstadt und Barmens zur Produktionsstadt ab, da in Barmen mehr Platz für Bleichen angelegt war.

## Textilgewerbe im Raum Elberfeld 1715
In seiner Abzeichnung und Beschreibung des Herzogthumbs Berg erwähnt Erich Philipp Ploennies in seiner Topographia Ducatus Montani 1715 in seiner Landesaufnahme auch den Raum im Tal der Wupper die Kirchspiele Elberfeld-Barmen und Cronenberg, wobei das Textilgewerbe eine wichtige Ergänzung erfuhr. Hier befänden sich, so Plönnies „viele Bleichen, worauf das garn gebleichet wird […] und womit die kaufleüt, deren viel in der stadt Elverfeldt wohnen, nachgehends grosen handel treiben; nebst gemeltem nehren sich Viele bey dem ackerbau mit leinenbandt zu weben, dann aus dem gebleichten garn solches in menge gemacht wird […]“
Den Ursachen dieser erfolgreichen Entwicklung weiter auf den Grund gehend, wusste Plönnies  über die auf das Jahr 1527 zurückgehende Garnnahrungsordnung, die im 17. Jahrhundert noch einmal durch Herzog Wolfgang Wilhelm bestätigt worden war, zu berichten: „Nebst obgemeltem … sind ihr [der Stadt Elberfeld] auch handlungs-privilegia, betreffend Garn und leinenbandt, mit zuziehung der GarnMeister und handlungsgenossen […] Von obgemeltem herzog eingewilligt und Confirmiret [bestätigt] worden. Solche aber bestehen […] darin, daß die 4 GarnMeister […] die freyheit haben, die wieder die handlungsordnung peccirenden“, mit anderen Worten die gegen die Garnnahrungsordnung verstoßenden Gewerbetreibenden, „nach willkür zu strafen, ohne daß einer deshalben zu appelliren Vermag; es müssen daher auch die handelsgenossen deshalben einen eydt schwören, und es ihnen eine gewisse zahl des gewichts gsetzt, wieViel garn sie jährlich bleichen dörfen, auch wann sie bleichen den anfang machen, und wieder aufhoren müssen.“
In der von den Landesherren gewährten Freiheit und Selbstkontrolle der sogenannten „Handlungsgenossen“ Elberfeld-Barmens sah Plönnies also die ausschlaggebenden Gründe für die bisher so erfolgreich verlaufene Entwicklung, welche die Wuppertaler Garnbleicherei, die Bandwirkerei und Leineweberei genommen hatte.